# منتخب المغرب لكرة الطائرة
منتخب المغرب لكرة الطائرة هو الممثل الرسمي لدولة المغرب في المحافل القارية و العالمية، في لعبة الكرة الطائرة، و خصوصا في منافسات بطولة أفريقيا للأمم و كأس العالم. هو تحت وصاية الجامعة الملكية المغربية لكرة الطائرة، التي تأسست سنة 1955.

## الأداء في بطولة أفريقيا للكرة الطائرة للرجال
| 1967 | لم يشارك      |
| 1971 | لم يشارك      |
| 1976 | المركز الثالث |
| 1979 | لم يشارك      |
| 1983 | لم يشارك      |
| 1987 | لم يشارك      |
| 1989 | لم يشارك      |
| 1991 | لم يشارك      |
| 1993 | المركز الخامس |
| 1995 | المركز الرابع |
| 1997 | لم يشارك      |
| 1999 | المركز الخامس |
| 2001 | لم يشارك      |
| 2003 | المركز الخامس |
| 2005 | المركز الرابع |
| 2007 | لم يشارك      |
| 2009 | المركز الرابع |
| 2011 | المركز السادس |
| 2013 | المركز الثالث |
| 2015 | المركز الثالث |
| 2017 | مُتأهل         |

## روابط خارجية
- (بالفرنسية) الموقع الرسمي